# Alphonse Foy
Pour les autres membres de la famille, voir Famille Foy.
Vincent-Louis-Alphonse Foy (14 avril 1796 à Ham - 15 janvier 1888 à Paris) est un haut fonctionnaire et un homme politique français du XIXe siècle, qui a dirigé l'administration française du télégraphe de 1833 à 1853, date de généralisation du télégraphe électrique.

## Biographie
Alphonse Foy est le neveu du général d'empire Maximilien Sébastien Foy, qui avait été élu le 11 septembre 1819 député du département de l'Aisne. À 35 ans, lorsqu'il prend la Direction du Service Télégraphique le 31 mai 1831, Alphonse Foy succède à Pierre-François Marchal, qui avait lui-même succédé aux frères Chappe, écartés après la Révolution de juillet, pour servir les intérêts de l'État,
Dès son arrivée, Alphonse Foy est confronté aux projets de l'homme d'affaires Claude Ferrier, qui propose la première liaison télégraphique filaire commerciale entre Calais et Londres. Alphonse Foy s'y oppose, sur ordre de l'État. Dans une lettre du 24 août 1831, au président du conseil, Alphonse Foy promet cependant de présenter sous peu un mémoire sur "la possibilité de se servir des télégraphes d'État pour faciliter les services commerciaux et privés".
Le 1er octobre 1831, il fut élu député par le 2e collège électoral de l'Aisne (Laon) en remplacement d'Odilon Barrot, qui avait opté pour Strasbourg, avec 101 voix sur 200 votants et 270 inscrits, contre 45 à Triboulet d'Anizy et 23 à Berville. Il siégea au centre, dans la majorité ministérielle. Le 14 mai 1834, il échoua dans le même collège avec 92 voix contre 176 à l'élu Barrot. 
Puis il prend la tête de l'Administration centrale de la télégraphie, créé par l'ordonnance royale du 24 août 1833, qui a repris l'activité de la société des frères Chappe. 
Alphonse Foy met en place un conseil d'administration qu'il préside et décide que de nouveaux bureaux sont installés rue de Grenelle, à Paris. Convaincu que la télégraphie électrique coûte trop cher, il la déconseille ou freine son déploiement, pour veiller à ce qu'elle reprenne les techniciens du Télégraphe Chappe. Le 6 avril 1846, une dépêche Chappe révèle que la future Reine Isabelle II est « nubile ». Les Anglais et les Français veulent imposer leur prétendant et Alphonse Foy fait tout pour réaliser une liaison directe Paris-Madrid, en prolongeant le télégraphe de Bayonne à Madrid, malgré les difficultés de compatibilité. Il constate que le vocabulaire espagnol se révèle insuffisant. Cette prolongation sera mise en service le 11 janvier 1847. Le 14 février 1855, il fut admis à la retraite comme administrateur en chef des télégraphes.

## Sources
- « Alphonse Foy », dans Adolphe Robert et Gaston Cougny, Dictionnaire des parlementaires français, Edgar Bourloton, 1889-1891 [détail de l’édition]